# Mademoiselle Anaïs
Anaïs Pauline Nathalie Aubert, principalmente conosciuta come Mademoiselle Anaïs, (Toury, 1802 – Louveciennes, 1871), è stata un'attrice teatrale francese.

## Biografia
Nata nel 1802 a Toury, nel dipartimento Eure-et-Loir, entrò alla Comédie-Française nel 1816, a soli quattordici anni. Nel 1832 ne divenne la duecentocinquantaduesima socia.
Si distinse in particolare nella recitazione delle parti di ingenua, diventando inoltre famosa nell'impersonare Cherubino ne Le nozze di Figaro ed Agnese ne La scuola delle mogli.
Si dimise dalla Comédie-Française nel 1851.
Morì nel 1871 all'età di 69 anni a Louveciennes.